# 히라나이역
히라나이역(일본어: 平内駅)은 일본 이와테현 구노헤군 히로노정에 위치한 동일본 여객철도 하치노헤 선의 철도역이다. 단선 승강장 1면 1선의 구조를 갖춘 지상역이다.

## 역 주변
- 국도 제45호선
- 이와테 현도 247호 가도노하마타마가와 선

## 역사
- 1959년 2월 5일 : 개업.
- 1987년 4월 1일 : 일본국유철도 분할 민영화에 의해, 동일본 여객철도가 승계.
- 2011년
  - 3월 11일 : 도호쿠 지방 태평양 해역 지진과 이에 의해서 발생했던 대형 쓰나미에 의해 휴업.
  - 8월 8일 : 다네이치역까지 운행을 재개.

## 인접 역
| 동일본 여객철도 하치노헤 선 | 동일본 여객철도 하치노헤 선 | 동일본 여객철도 하치노헤 선 |
| --------------------------- | --------------------------- | --------------------------- |
| 가도노하마 하치노헤 방면    | ■ 하치노헤 선               | 다네이치 구지 방면          |